# Bataille de Mahbès (1985)
Guerre du Sahara occidental
Batailles
Pour les articles homonymes, voir Bataille de Mahbès.
La bataille de Mahbès est livrée le 12 janvier 1985 pendant la guerre du Sahara occidental. Dans le cadre de son offensive Grand-Maghreb, le Polisario, avec des moyens lourds (chars et missiles sol-air), perce le mur des sables défendu par les forces armées royales marocaines.

## Contexte

Étapes de construction du mur des sables.

La ville de Mahbès est située derrière le 4e mur qui est en train d'être achevé. Les forces du Polisario sont repoussées dans leurs bases algériennes. Elles vont tenter une dernière fois de briser cet enfermement.
Selon les Marocains, le Polisario engage trois bataillons motorisés (sur Land Rover), un bataillon de chars T-55 et un bataillon mécanisé sur BMP-1.

## Déroulement
Le Polisario attaque un détachement marocain participant à la construction du mur au nord de l'oued Tenuechad, à 8 kilomètres de la frontière algérienne. La bataille a lieu sur un front d'une quinzaine de kilomètres de 7 heures du matin à 16 heures puis, selon le Maroc, les assaillants se replient vers l'Algérie. Un missile sahraoui 2K12 Kub tiré depuis l'Algérie abat un chasseur 
Mirage F1 marocain,. La bataille a lieu sur un front d'une quinzaine de kilomètres.

## Bilan et conséquences
Le Maroc annonce que les pertes du Polisario sont de 66 hommes, 6 T-55, 2 BMP-1 et 6 autres véhicules. Rabat reconnait que 25 soldats marocains ont été tués et 48 blessés,, tandis que le communiqué du Polisario annonce la mort de 311 soldats, la capture de 3 autres soldats ainsi que la destruction de 17 chars, de 14 transports de troupe blindés et de 21 autres véhicules royaux.
Cette attaque montre que le Polisario est encore capable de lancer des attaques lourdes et que le mur de défense marocain n'est pas infranchissable.

### Sources bibliographiques
1. ↑  Strategic Survey, p. 103.
2. ↑  Mariñas, p. 29.
3. ↑  Bidwell, p. 445.
4. ↑  Merini, p. 483.
5. ↑  Ali, p. 163.